# スーパージェット

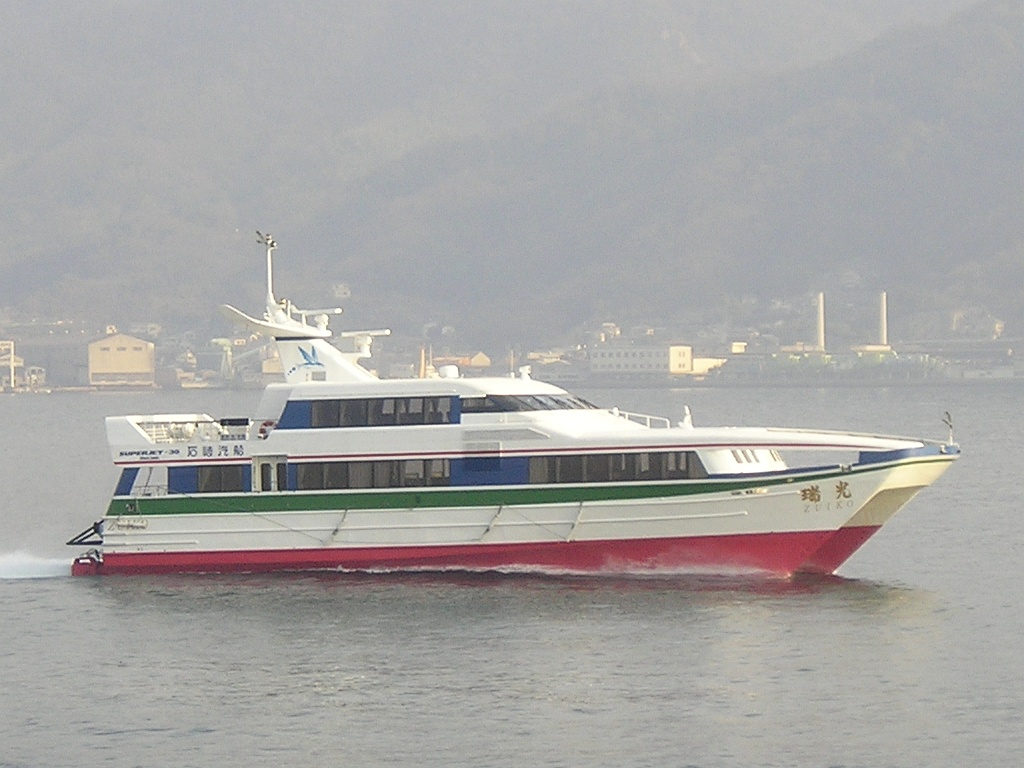
スーパージェットに運用される石崎汽船の高速船「瑞光」 - 呉港（2008年撮影）

スーパージェットは、東京大学、日立造船、瀬戸内クラフトが共同開発したハイブリッド船型の双胴水中翼船。基本型のスーパージェット30が8隻、拡大型のスーパージェット40が1隻の合計9隻が建造された。

## 概要

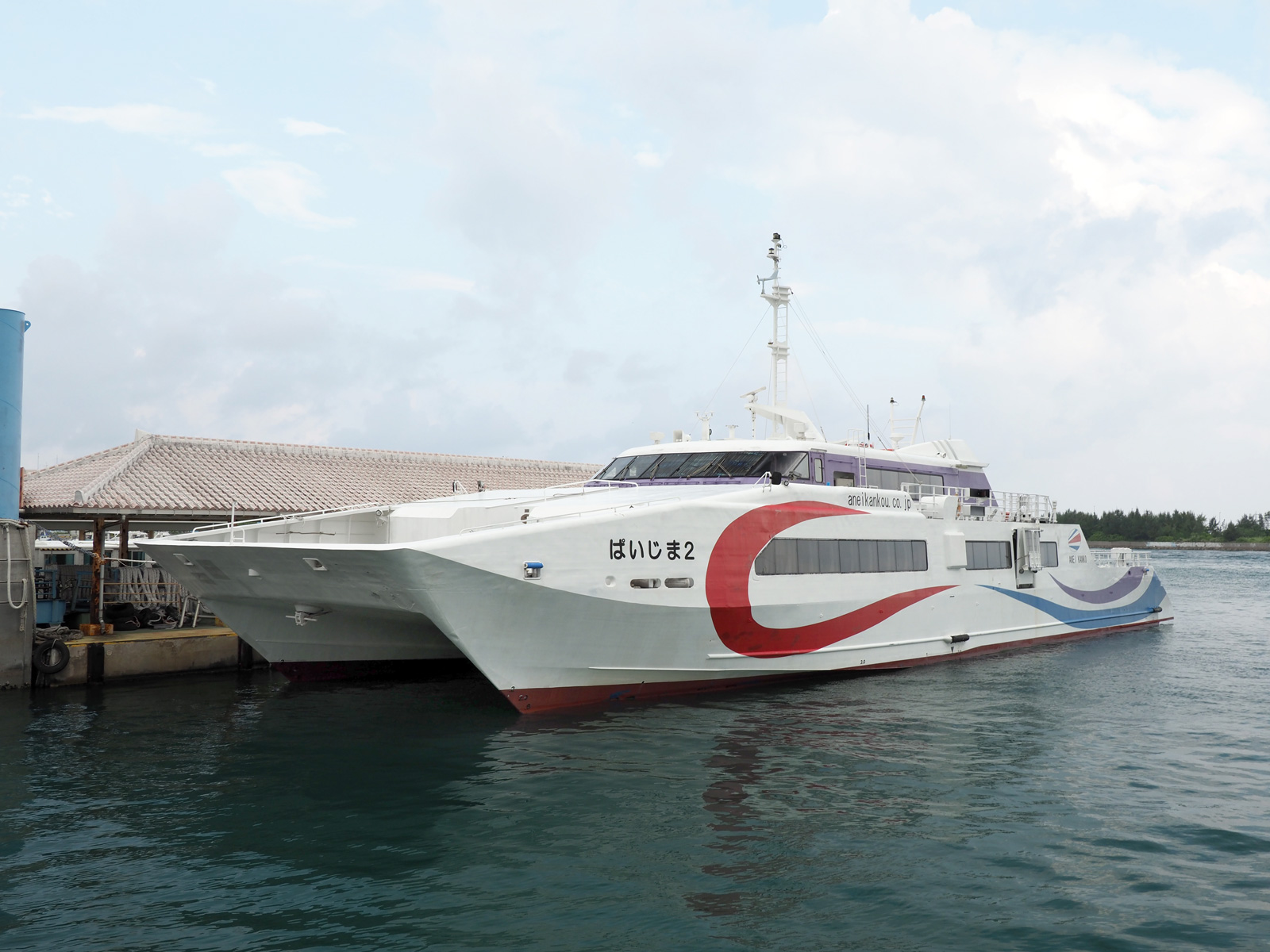
ぱいじま2（石垣港離島ターミナルにて）

船体の浮力と双胴船間に前後2枚設置された全没型水中翼を併用して浮上航行するハイブリッド船型の水中翼船で、アルミニウム合金製の船体に高速ディーゼルエンジンを2基搭載、推進器にはウォータージェットを採用した。建造は当時の日立造船神奈川工場で行われた。
浮力で船体重量の2割を、水中翼で8割を支える。この細い船体が復原力を発生させるため、一般的な全没型水中翼船と異なり高度な自動制御は不要である。
スーパージェット40「シーマックス」は、沖縄県石垣市の安栄観光に売却され、2017年から石垣港 - 波照間港航路で「ぱいじま2」として運航されている。
のちに日立造船は造船事業から撤退し社名も「カナデビア」に変更、またスーパージェットを建造していた神奈川工場も閉鎖されたが、共同開発した瀬戸内クラフトでは現在に至るまでスーパージェットの技術を用いたスクリュープロペラ推進の双胴水中翼船を多数建造している。

## 就航航路
- 広島港（宇品内港地区、広島港宇品旅客ターミナル） - 呉港（呉港区、呉中央桟橋ターミナル） - 松山観光港

瀬戸内海汽船と石崎汽船による共同運航が行われている。

### 運賃
2025年1月時点。特急料金を含む（高速船による運航のため）。
- 広島 - 呉 2500円
- 広島 - 松山 8000円
- 呉 - 松山 6300円
- スーパーシート料金：800円（2階に設置）